# Punky Brewster
Punky Brewster fue una sitcom estadounidense que trata sobre una niña llamada Punky Brewster (Soleil Moon Frye) criada por su padre adoptivo (George Gaynes). La serie se emitió en la NBC desde el 16 de septiembre de 1984 hasta el 7 de septiembre de 1986 y se estrenó de nuevo en redifusión desde el 26 de septiembre de 1986 al 27 de mayo de 1988.

## Emisión

### NBC
Penelope "Punky" Brewster (interpretado por Soleil Moon Frye) es una divertida y vital niña. Su padre dejó a su madre, así que la madre de Punky la abandonó en un centro comercial de Chicago, dejándola sola con la única compañía de su fiel perro Brandon. Poco después, Punky descubre un apartamento vacío en un edificio.

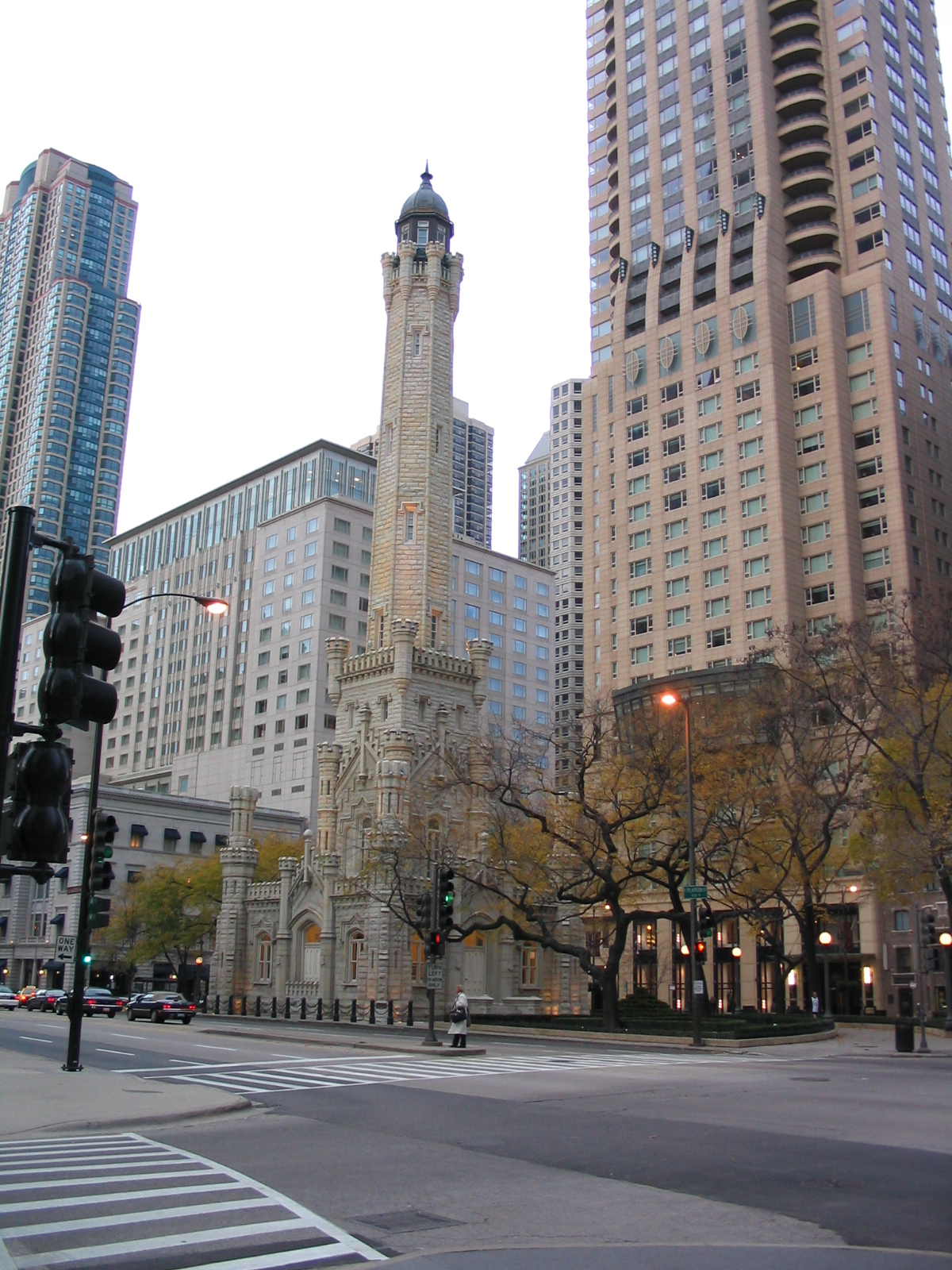
La ciudad de Chicago fue el escenario donde se desarrolló la historia de esta serie

El edificio lo administra el fotógrafo Henry Warnimont (George Gaynes), un viejo viudo y gruñón. Punky se hace rápidamente amiga de Cherie Johnson (Cherie Johnson), una niña que vive en el piso de arriba con su abuela, Betty Johnson (Susie Garrett), que trabaja como enfermera en el Cook County Hospital. Cuando Henry descubre a Punky en el apartamento vacío de enfrente, ella le cuenta su historia. La relación entre ambos crece a pesar del papeleo de los trabajadores sociales quienes finalmente se posicionan a favor de Henry. Por orden del estado, Punky debe permanecer en Fenster Hall, un refugio para huérfanos y niños abandonados, hasta el día de la comparecencia ante el tribunal. Finalmente, el tribunal aprueba que Henry se convierta en el padre adoptivo de Punky. 
Otros amigos de Punky son Allen Anderson (Casey Ellison) y la estirada Margaux (Margó) Kramer (Ami Foster). Durante su emisión en la NBC los profesores de Punky aparecían regularmente; en la primera temporada, la alegre Mrs. Morton (Dody Goodman) y en la segunda temporada, el moderno Mike Fulton (T.K. Carter) quien entabla una relación muy cercana con Punky y sus amigos. En esta primera temporada, también aparece la madre de Margot, miembro de la alta sociedad, interpretada por Loyita Chapel, y el portero un tanto chiflado del edificio de Warnimont llamado Eddie Malvin (Eddie Deezen), que solo aparece los primeros episodios. En referencia a los decorados, el patio trasero del edificio y sobre todo la casa del árbol de Punky se convirtieron en un símbolo para muchos infantes de aquel momento. 
El momento crucial que se desarrolla en la segunda temporada comienza en el episodio del 2 de febrero de 1986, el primero de las cinco partes de una misma historia. En el episodio de cinco partes "Changes" (Cambios) el estudio de fotografía del centro de la ciudad de Henry queda arrasado a causa de un incendio, y parece que Henry no será capaz de recobrarse de las repercusiones y reanuda su carreracomo fotógrafo. Como resultado del estrés, Henry acaba hopitalizado por una úlcera sangrante. Durante este tiempo, Betty y Cherie hacen los preparativos para que Punky se quede con ellas mientras Henry se recupera. Desgraciadamente, la estabilidad de todos se ve alterada cuando aparece el trabajador social Simon P. Chillings (estrella invitada Timothy Stack), quien descubre la condición de Henry y finalmente decide lo peor - no solo encuentra a las Johnsons poco apropiadas para cuidar de Punky durante un tiempo, sino que cree que Henry es incapaz de ser su tutor legal a largo plazo, debido a su salud, edad e incierto futuro financiero. Chillings obliga a Punky a regresar a Fenster Hall. A pesar de los esfuerzos de Punky por escapar de Fenster, un truco en el que Margot se disfraza y se hace pasar por Punky, con el apoyo del profesor Mike Fulton, Chillings acaba por situar a Punky con una nueva familia adoptiva, los adinerados Jules y Tiffany Buckworth (Robert Casper y Joan Welles). Las cosas vuelven gradualmente a la normalidad cuando Henry se recupera tras someterse a una operación, abre un nuevo estudio en el centro comercial y vuelve a reunirse con Punky. Al final del arco narrativo, Henry adopta a Punky oficialmente. 
El episodio final de la segunda temporada fue significativo por centrarse en la tragedia real del Transbordador espacial Challenger. Punky y sus amigos veían la cobertura en tiempo real del lanzamiento del transbordador en la clase de Mike Fulton, y tras la explosión, Punky se traumatiza y se quiebran sus sueños de convertirse en astronauta hasta que la visita la estrella invitada especial Buzz Aldrin. Aunque el episodio tuvo unos altos índices de audiencia, la NBC decidió, en las siguientes semanas, cancelar el show.

### Redifusión
La tercera temporada completa (1986-87) se estrenó en formato de 5 días a la semana el 7 de diciembre de 1987. El lunes siguiente, comenzaron las reposiciones de la tercera temporada, mientras se completaban los nuevos episodios de la temporada del 1987-88. El 27 de abril de 1988, se reanudaron los nuevos episodios de la cuarta temporada 5 días a la semana durante exactamente un mes hasta que el final de la serie vio la luz el 27 de mayo de 1988.
Durante la emisión en redifusión, la programa comenzó a madurar en más de un sentido. Aparecieron más amigos de Punky y Cherie (aunque algunos solo hicieron un puñado de apariciones invitadas) así como una mayor relevancia en la relación con Margó. Al comienzo de la tercera temporada, Allen se traslada a Kansas con su madre como resultado del divorcio de sus padres. Con la entrada de Punky al primer ciclo de secundaria, su vestimenta multicolor junto con sus coletas dieron paso a un estilo adolescente más tradicional. Se asienta la confianza en el "Punky Power!" como fórmula de que la inteligencia, sentido común y una fuerte voluntad pueden sacarte de cualquier problema. 
El estudio de fotografía de Henry en el centro comercial sigue teniendo éxito, tanto que al final de la tercera temporada recibe una oferta del magnate de Glossy, una franquicia fotográfica, de 100.000 dólares por la compra del estudio aparte del puesto de mánager de la franquicia. Henry acepta, pero pronto descubre que su creatividad y su estilo de negocio no son apreciados por sus empleados. Henry abandona Glossy, pero decide rendirse al sueño de Punky y Cherie de poner en marcha una hamburguesería, e invierte en otra propiedad del centro comercial que termina decorado con tanto color como la habitación de Punky. Unánimemente deciden bautizarlo como el "Punky's Place". En la cuarta temporada muchas de las situaciones tienen lugar en el centro comercial, con los esfuerzos de Henry, Punky y sus amigos por mantener el restaurante a flote y las desventuras adolescentes del Punky's Place.
El episodio final fue "Campanas de boda para Brandon", en el que Brandon se enamora de Brenda, una golden retriever que pertenece a uno de los vecinos de Henry y Punky. El intenso romance culmina en una ceremonia nupcial en la que asistieron otros perros del vecindario.

## Canción
La canción usada en la Intro para Punky Brewster es "Every Time I Turn Around", escrita por Gary Portnoy y Judy Hart Angelo y cantada por Portnoy. 

## Reparto
- Soleil Moon Frye como Penelope 'Punky' Brewster.
- Brandy (dog) como Brandon.
- George Gaynes como Henry Warnimont.
- Susie Garrett como Betty Johnson.
- Cherie Johnson como Cherie Johnson.
- Ami Foster como Margaux Kramer.
- Casey Ellison como Allen Anderson (1984-1986).
- Eddie Deezen como Eddie Malvin (1984).
- Dody Goodman como Mrs. Morton (1984-1985).
- Loyita Chapel como Mrs. Kramer (1984-1985).
- T. K. Carter como Michael 'Mike' Fulton (1985-1986).
- Sandy como el perro Brandon.